# Istituto Rainerum
L'Istituto Rainerum (secondo la denominazione attuale estesa Istituto Maria Ausiliatrice Rainerum - Salesiani Don Bosco) è uno storico istituto di Bolzano, la cui prima esperienza risale alla metà del XIX secolo. Comprende un liceo scientifico "delle scienze applicate" paritario (precedentemente definito liceo scientifico europeo), una scuola media inferiore (secondaria di primo grado), un convitto maschile per studenti, e un auditorium (adibito a teatro e cinema).

## Storia

### Il primo statuto e il Männerverein
La nascita del Rainerum è collocabile nel 1848, quando una "compagnia di uomini magnanimi" (la comune e libera traduzione dalla lingua tedesca di Männerverein), con l'intento di far fronte al dilagare in città della delinquenza giovanile, diede vita ad un'«Associazione maschile cattolica per l'educazione dei ragazzi abbandonati». Secondo lo statuto, ogni membro dell'associazione si impegnava a contribuire al progetto sia con denaro, sia con la partecipazione attiva, ovvero segnalando casi di ragazzi poveri o orfani per i quali provvedere al "recupero", con l'avviamento ad attività di apprendistato o di lavoro.
Al progetto parteciparono anche religiosi (vista anche la natura cristiana dell'educazione impartita) e autorità locali.

### L'Arciduca Rainer e ilRainerum
Il progetto ebbe in generale successo, tanto che con la metà del secolo suscitò l'interesse dell'Arciduca Rainer, viceré del Lombardo-Veneto, che versò una cospicua somma di fiorini al comitato. Ciò permise l'acquisto di un edificio in piazza Domenicani e la conseguente nascita di una associazione di giovani apprendisti e un convitto (prima forma residenziale dell'assistenza dell'associazione). La gestione del neonato istituto Rainerum (questo il nome che assunse il progetto assistenziale della Männerverein) fu affidato alle suore di carità di S. Vincenzo, mentre dell'assistenza spirituale si fecero carico i padri cappuccini.
A trent'anni dalla nascita del progetto, nel 1878, un nuovo statuto specificò le condizioni di accesso al convitto, esperienza che si affiancava a quella dell'"assistenza aperta".

### Il nuovo edificio e il terzo statuto
In seguito all'evolversi dell'esperienza, la struttura di piazza Domenicani si andava rivelando sempre più inadeguata, soprattutto perché carente di un cortile dove gli adolescenti potessero giocare. Fu quindi costruita in via Walther (l'odierna via Carducci) una nuova palazzina a due piani, che soddisfacesse le necessità del convitto.
Con il terzo statuto il nome dell'associazione divenne «Associazione per l'educazione dei
ragazzi cattolici "Rainerum"», con l'intento non solo di accogliere giovani orfani e poveri, ma ragazzi in educare età scolastica in genere, con fine ultimo quello dell'avviamento al lavoro. I convittori erano seguiti dai religiosi e dai laici membri dell'associazione e frequentavano gli istituti scolastici della città sudtirolese.
Con il nuovo secolo l'impegno dell'avviare i giovani al lavoro non fu più tale e il Rainerum si occupò dell'assistenza a ragazzi frequentanti scuole elementari e medie.

### Il Rainerum e l'Italia
Una svolta nella gestione del progetto si ebbe con il passaggio dell'Alto Adige all'Italia (1919), quando, per volere delle istituzioni italiane, fu soppressa la Männerverein (1929) e la gestione passò allo Stato (1932), in quanto il Rainerum rientrava nella categoria delle "Istituzioni pubbliche di assistenza e beneficenza" (I.P.A.B.). L'educazione e il coordinamento interno dell'istituto sarebbero rimasti di competenza dei religiosi. Negli anni successivi alla statalizzazione del Rainerum, in seguito a difficili rapporti tra la congregazione vincenziana e la nuova amministrazione, non fu rinnovata la convenzione con le suore, la cui collaborazione terminò nel 1937.

### I Salesiani
Con la fine della collaborazione con le suore, il Rainerum, dal 1938 fu affidato ai salesiani.
L'8 settembre 1943 (giorno in cui viene reso noto l'armistizio del Regno di Italia con gli Alleati) il Rainerum passò sotto l'amministrazione nazista, che fu costretta a cessare l'attività, avendo gli studenti ed educatori abbandonato l'istituto. Il 13 maggio 1944 una serie di bombardamenti rase al suolo gli edifici del Rainerum.
Solo nel 1946, in seguito alla ricostituzione di un organo amministrativo, si avviarono i progetti di ricostruzione. Grazie anche a finanziamenti pubblici fu ricostruito un più ampio edificio di quattro piani. Pianificato a partire dal 1950 dagli ingegneri Armando Ronca e Giovanni Sale, il Secondo Rainerum fu terminato nel 1957 ed inaugurato nel 1958 dal futuro papa Giovanni XXIII.
I salesiani sono tuttora sono alla guida dell'Istituto.

### Sviluppi recenti
Risale al 1964 l'inizio dei lavori per la costruzione di un nuovo edificio per l'istituto, che potesse ospitare gli alloggi dei salesiani e le aule per il nuovo progetto: una scuola media. I lavori terminarono nel 1967 e il nuovo edificio comprendeva (oltre ad alloggi e aule scolastiche) un teatro ed una chiesa.
Nel 1980 fu aperto un liceo linguistico, sostenuto dalla neonata Cooperativa Genitori (oggi Associazione Genitori), che dal 1994 fu sostituito con un liceo scientifico europeo (conforme al Progetto Brocca del 1988).
In seguito a due ristrutturazioni (2005 e 2008-2009) l'istituto fu in grado di ospitare anche studenti universitari (affiancandoli a quelli "ordinari", che con gli anni non erano più studenti di scuole elementari e medie, ma superiori). Il Rainerum possiede anche l'indirizzo del ITT (Istituto Tecnico Tecnologico) con articolazione energia.
Dal giorno 1° di settembre 2015 la Fondazione Rainerum ha assunto la gestione diretta dello studentato universitario, lasciando ai salesiani la scuola, il teatro, il convitto per i ragazzi delle superiori, e il centro giovanile.

## Il Rainerum oggi
Oggi il Rainerum è composto da varie realtà che operano nel capoluogo altoatesino, secondo gli insegnamenti di San Giovanni Bosco, guidate dai padri salesiani.
Queste le realtà:
- Comunità dei salesiani
- Liceo Scientifico delle Scienze Applicate con curvatura robotica
- Istituto Tecnico Tecnologico con Articolazione Energia
- Scuola Media Inferiore (scuola secondaria di primo grado)
- Convitto maschile (per studenti di scuole secondarie di secondo grado)
- Teatro-cinema "Rainerum"
- Associazione Juvenes